# Südostasienspiele 2001/Badminton
Titelträger im Badminton wurden bei den Südostasienspielen 2001 in Kuala Lumpur in fünf Einzel- und zwei Mannschaftsdisziplinen ermittelt. Die Spiele fanden vom 8. bis zum 17. September 2001 statt.

## Medaillengewinner
| Disziplin    | Gold | Silber | Bronze |
| ------------ | --- | --- | --- |
| Herreneinzel | Roslin Hashim | Boonsak Ponsana | Marleve Mainaky |
| Herreneinzel | Roslin Hashim | Boonsak Ponsana | Rony Agustinus |
| Dameneinzel  | Sujitra Ekmongkolpaisarn                                                                                                   | Lidya Djaelawijaya | Wong Miew Kheng |
| Dameneinzel  | Sujitra Ekmongkolpaisarn                                                                                                   | Lidya Djaelawijaya | Ng Mee Fen |
| Herrendoppel | Candra Wijaya Sigit Budiarto                                                                                               | Tony Gunawan Bambang Suprianto | Chan Chong Ming Chew Choon Eng |
| Herrendoppel | Candra Wijaya Sigit Budiarto                                                                                               | Tony Gunawan Bambang Suprianto | Wong Choong Hann Lee Wan Wah |
| Damendoppel  | Deyana Lomban Vita Marissa                                                                                                 | Lim Pek Siah Ang Li Peng | Wong Pei Tty Norhasikin Amin |
| Damendoppel  | Deyana Lomban Vita Marissa                                                                                                 | Lim Pek Siah Ang Li Peng | Duanganong Aroonkesorn Kunchala Voravichitchaikul |
| Mixed        | Nova Widianto Vita Marissa                                                                                                 | Bambang Suprianto Emma Ermawati | Chew Choon Eng Wong Pei Tty |
| Mixed        | Nova Widianto Vita Marissa                                                                                                 | Bambang Suprianto Emma Ermawati | Khunakorn Sudhisodhi Saralee Thungthongkam |
| Herrenteam   | Malaysia Roslin Hashim Ong Ewe Hock Wong Choong Hann Choong Tan Fook Lee Wan Wah Chew Choon Eng Chan Chong Ming            | Indonesien Hendrawan Marleve Mainaky Rony Agustinus Candra Wijaya Sigit Budiarto Tony Gunawan Bambang Suprianto Nova Widianto                                              | Thailand Boonsak Ponsana Anupap Thiraratsakul Sudket Prapakamol Patapol Ngernsrisuk Tesana Panvisavas Pramote Teerawiwatana Jakrapan Thanathiratham Khunakorn Sudhisodhi |
| Herrenteam   | Malaysia Roslin Hashim Ong Ewe Hock Wong Choong Hann Choong Tan Fook Lee Wan Wah Chew Choon Eng Chan Chong Ming            | Indonesien Hendrawan Marleve Mainaky Rony Agustinus Candra Wijaya Sigit Budiarto Tony Gunawan Bambang Suprianto Nova Widianto                                              | Singapur Gerald Ho Hee Teck Noor Izwan Paini Kenny Quek Mohd Malik Masri Patrick Lau Kim Pong Jack Hee Lic Kai Chua Yong Joo Khoo Kian Teck                              |
| Damenteam    | Indonesien Lidya Djaelawijaya Yuli Marfuah Cindana Hartono Deyana Lomban Vita Marissa Emma Ermawati Eny Erlangga Jo Novita | Thailand Sujitra Ekmongkolpaisarn Salakjit Ponsana Nucharee Teekhatrakul Saralee Thungthongkam Sathinee Chankrachangwong Duanganong Aroonkesorn Kunchala Voravichitchaikul | Malaysia Ng Mee Fen Wong Miew Kheng Norhasikin Amin Wong Pei Tty Ang Li Peng Lim Pek Siah Joanne Quay                                                                    |
| Damenteam    | Indonesien Lidya Djaelawijaya Yuli Marfuah Cindana Hartono Deyana Lomban Vita Marissa Emma Ermawati Eny Erlangga Jo Novita | Thailand Sujitra Ekmongkolpaisarn Salakjit Ponsana Nucharee Teekhatrakul Saralee Thungthongkam Sathinee Chankrachangwong Duanganong Aroonkesorn Kunchala Voravichitchaikul | Vietnam Lê Ngọc Nguyên Nhung Ngô Hải Vân Nguyễn Hạnh Dung Hà Thị Kim Nhân                                                                                                |

## Medaillenspiegel
| Platz | Land       | Gold | Silber | Bronze | Gesamt |
| ----- | ---------- | ---- | ------ | ------ | ------ |
| 1     | Indonesien | 4    | 4      | 2      | 10     |
| 2     | Malaysia   | 2    | 1      | 7      | 10     |
| 3     | Thailand   | 1    | 2      | 3      | 6      |
| 4     | Singapur   | -    | -      | 1      | 1      |
| 4     | Vietnam    | -    | -      | 1      | 1      |

## Referenzen
- http://www.sadec.com/Sea2001/